# Uttaraphimuk Elevated Tollway
Der Uttaraphimuk Elevated Tollway  (thailändisch: ทางยกระดับอุตราภิมุข, Thang Yokradap Uttaraphimuk, „Uttaraphimuk-Hochstraße“) ist eine mautpflichtige Stadtautobahn in Bangkok, die als Hochstraße ausgeführt ist.

## Streckenführung und Betrieb
Diese Stadtautobahn beginnt am nördlichen Arm des Chaloem Maha Nakhon Expressway im Süden und endet im Norden kurz hinter dem ehemaligen internationalen Flughafen Bangkok-Don Mueang im Vorort Rangsit in der Provinz Pathum Thani. Sie verläuft oberhalb der Thanon Vibhavadi Rangsit und folgt deren Streckenführung. Die Hochstraße ist in beide Richtungen dreispurig ausgebaut, ihre Gesamtlänge beträgt 28,1 km. Den Namen Uttaraphimuk – sanskrit uttarabhimukha bedeutet „in den Norden führend“ – bekam die Straße noch von König Bhumibol Adulyadej verliehen.
Betrieben wird sie von der privaten Don Muang Tollway Co. Ltd., die eine Konzession für 27 Jahre besitzt. Diese schrieb von Beginn an „rote Zahlen“. Denn zum einen ist der sogenannte Superhighway Thanon Vibhavadi Rangsit unterhalb der Mautstrecke gut ausgebaut und kostenfrei nutzbar, zum anderen hat sich viel Flugverkehr von Don Mueang zum neuen Flughafen Bangkok-Suvarnabhumi verlagert. Die Konzession wurde daher bereits um elf Jahre verlängert. In Zukunft wird diese Hochstraße Teil der Autobahn , die Bang Pa-in mit Chiang Rai verbindet.

### Besondere Ereignisse
Im August 2011 geriet diese Mautstrecke durch einen Rechtsakt in die Nachrichten.

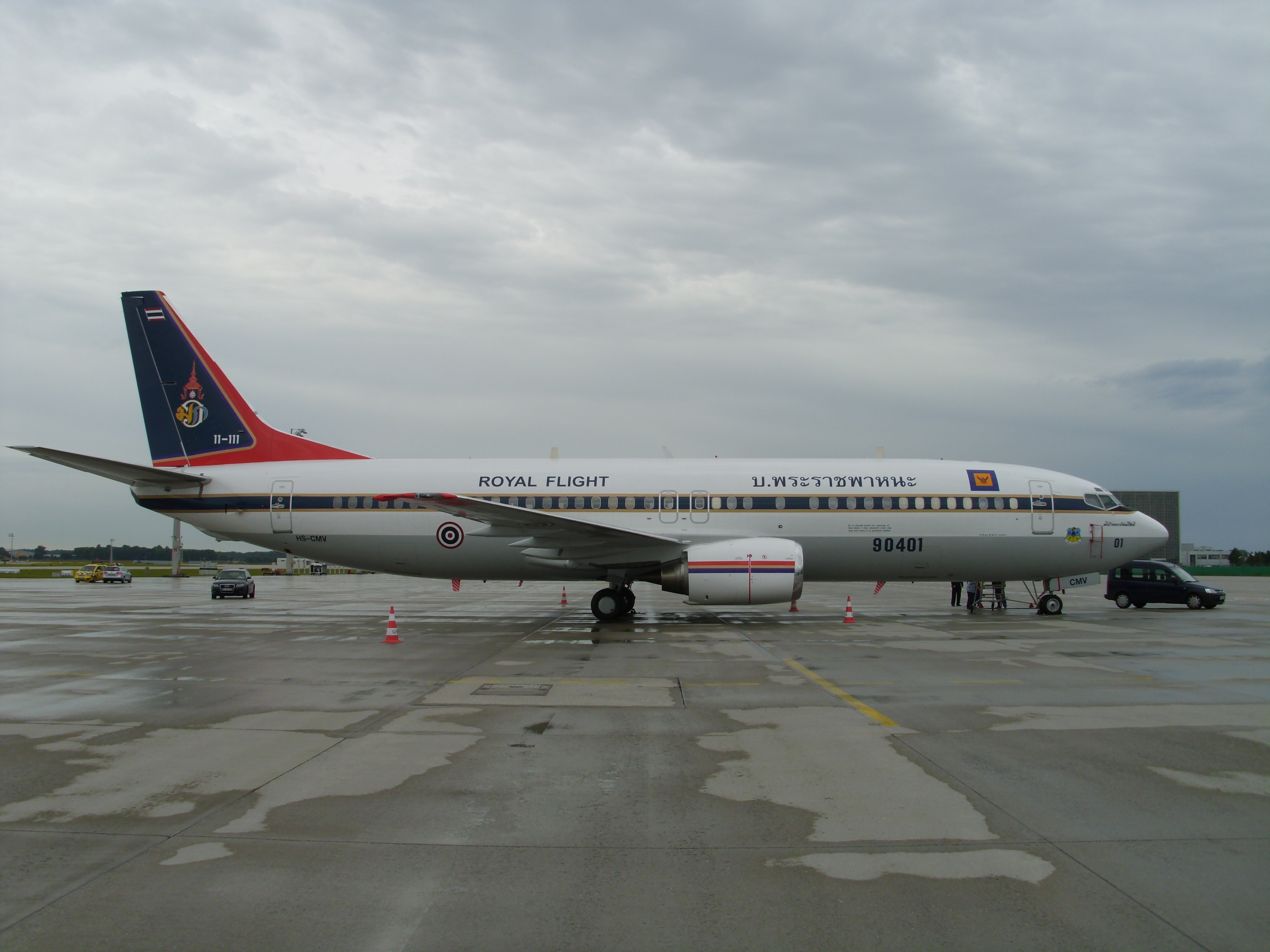
Das gepfändete Flugzeug

Der Insolvenzverwalter der Walter Bau AG ließ eine Boeing 737 auf dem Flughafen München pfänden, die der damalige thailändische Kronprinz und heutige König Maha Vajiralongkorn persönlich nutzte, als deren Eigentümer nach Auffassung der deutschen Justiz aber die thailändische Luftwaffe anzusehen war. Walter Bau war die Nachfolgerin eines der am Joint Venture zum Bau der Hochstrecke beteiligten Unternehmen. Die Pfändung diente der Durchsetzung einer Forderung von 30 Millionen Euro, die ein internationales Schiedsgericht in der Schweiz der Walter Bau AG gegen den thailändischen Staat 2009 zugesprochen hatte. Durch Zinsen und Gebühren belief sich der Betrag mittlerweile auf etwa 38 Millionen Euro.